# Ibuhartasén
Ibuhartasén (en árabe: إبوخرطاطن‎, en francés: Iboukhartatène) es una localidad marroquí perteneciente al municipio de Dar el Quebdani, en la región Oriental. Desde 1912 hasta 1956 perteneció a la zona norte del Protectorado español de Marruecos.